# کوینلین (آریزونا)
کوینلین (به انگلیسی: Quinlin) یک منطقهٔ مسکونی در ایالات متحده آمریکا است که در آریزونا واقع شده است. کوینلین ۶۳۲ متر بالاتر از سطح دریا واقع شده است.